# 飛蝗
飞蝗（学名：Locusta migratoria）飞蝗属（Locusta）中唯一的一种，广泛分布于东半球的温带和热带地区，其分布的北界与欧亚大陆的针叶林地带南缘大体相符，南达澳大利亚和新西兰南部岛屿，西至大西洋的亚速尔群岛，东抵太平洋的斐济，是世界上分布最广泛的一种蝗虫。

## 分类
《中国动物志》将飞蝗属置于直翅目（Orthoptera）→蝗总科（Acridoidea）→斑翅蝗科（Oedipodidae）→飞蝗亚科（Locustinae），也有将其置于 蝗科（剑角蝗科、蚱蜢科，Acrididae）→斑翅蝗亚科（Oedipodinae）下。

## 亚种
本属全世界已有10个飞蝗地理宗被给予了亚种地位：
- 亚洲飞蝗 Locusta migratoria migratoria(Linnaeus)
- 东亚飞蝗 L．m．manilensis(Meyen)
- 西藏飞蝗 L． m．tibetensis（Chen）
- 非洲飞蝗 L．m．migratorioides(Reiche＆Fairmaire)
- 马达加斯加飞蝗 L．m．capito（Saussure）
- 地中海飞蝗 L．m．cinerascens(Fabricius)
- 西欧飞蝗 L． m．gallica(Remaudière)
- 何氏飞蝗 L．m．remaudierei（Harz）
- 俄罗斯飞蝗 L．m．rossica(Uvarov et Zolotarevsky)
- 缅甸飞蝗 L．m．burmana（Ramme）